# آرثر جاي شفاب
آرثر جاي شفاب (بالإنجليزية: Arthur J. Schwab) هو قاضي ومحامي أمريكي، ولد في 1946 في بيتسبرغ في الولايات المتحدة.